# Bignoux
Bignoux település Franciaországban, Vienne megyében. Lakosainak száma 1083 fő (2022. január 1.). Bignoux Lavoux, Liniers, Montamisé, Poitiers és Sèvres-Anxaumont községekkel határos.

## Népesség
A település népességének változása:
| Lakosok száma | 1043 | 1054 | 1077 | 1054 | 1053 | 1067 | 1072 | 1078 | 1083 |
|               | 2013 | 2015 | 2016 | 2017 | 2018 | 2019 | 2020 | 2021 | 2022 |